# Recursos novos no Windows 11
O Windows 11 é uma grande atualização do sistema operativo Windows NT e o sucessor do Windows 10, e introduz novas funcionalidades como uma interface redesenhada, novas funcionalidades de produtividade e sociais, e atualizações de segurança e acessibilidade, juntamente com melhorias de desempenho

## Interface do Windows
- Sistema de Design Fluente: uma linguagem de design introduzida pela Microsoft em 2017, estão presentes no Windows 11. Segundo a Microsoft, o design do Windows 11 é “sem esforço, calmo, pessoal, familiar, completo e coerente”.[4] O redesenho foca-se na simplicidade, facilidade de uso e flexibilidade,[5] abordando algumas das deficiências do Windows 10.[6] A maioria das interfaces no Windows 11 apresenta geometria arredondada, iconografia atualizada, nova tipografia e uma paleta de cores atualizada. Além disso, a translucidez e as sombras são mais prevalentes em todo o sistema.[7] O Windows 11 também introduz o “Mica”, um novo Material opaco que é tingido com a cor do papel de parede da área de trabalho.[8][9]
- Menu Iniciar: O Menu Iniciar foi significativamente redesenhado no Windows 11, aderindo aos princípios do Sistema de Design Fluente atualizado. O menu foi agora movido para o centro por padrão, com uma opção para movê-lo de volta para o lado esquerdo. A funcionalidade Live Tiles introduzida no Windows 8 é substituída por um conjunto de aplicações fixadas e uma nova secção “Recomendado” alimentada pela nuvem que mostra ficheiros e documentos recentemente abertos de qualquer localização, incluindo um PC, um telemóvel e o OneDrive. O novo Menu Iniciar também inclui uma caixa de pesquisa
- Barra de Tarefas: A Barra de Tarefas também foi alinhada ao centro e agora inclui novas animações para fixar, reorganizar, minimizar e alternar aplicações na Barra de Tarefas.[10] Os botões ainda podem ser movidos para o canto esquerdo como no Windows 10.
- Centro de Notificações & Configurações Rápidas: O Centro de Ação do Windows 10 foi substituído por um Centro de Notificações e um menu Configurações Rápidas, ambos acessíveis a partir do canto inferior direito da Barra de Tarefas. O Centro de Notificações contém todas as notificações do utilizador e um calendário completo do mês, enquanto o menu Configurações Rápidas permite ao utilizador gerir rapidamente as configurações comuns do PC como Volume, Brilho, Wi-Fi, Bluetooth e Assistência ao Foco. Diretamente acima do menu Configurações Rápidas, o utilizador pode ver informações sobre a reprodução de media ao assistir a um vídeo em plataformas como o YouTube ou ao ouvir música em aplicações como o Spotify.
- Explorador de Ficheiros: O Explorador de Ficheiros no Windows 11 foi atualizado com o Sistema de Design Fluente e a interface Ribbon foi substituída por uma nova barra de comandos com uma interface do utilizador renovada e um fundo Mica. Também introduz menus contextuais renovados com cantos arredondados, texto maior e Acrílico. Os desenvolvedores de aplicações também poderão estender os novos menus contextuais.
- Temas: Além dos novos temas padrão no Windows 11 para os modos Claro e Escuro, também inclui quatro novos temas adicionais. O Windows 11 também adiciona novos temas de alto contraste para pessoas com deficiências visuais.
- Sons: O Windows 11 introduz um novo conjunto de sons do sistema. Os sons são ligeiramente diferentes dependendo se o tema está definido para modo claro ou escuro. Além disso, um novo som de inicialização do Windows substitui o usado desde o Windows Vista.
- Widgets: O Windows 11 adiciona um novo flyout da barra de tarefas chamado “Widgets”, que exibe um painel com o Microsoft Start, um agregador de notícias com histórias personalizadas e conteúdo (expandindo sobre o painel “notícias e interesses” introduzido em compilações posteriores do Windows 10). O utilizador pode personalizar o painel adicionando ou removendo widgets, reorganizando, redimensionando e personalizando o conteúdo.

## Melhorias na Interface do Utilizador (UI)
- O Windows 11 atualiza várias caixas de diálogo do sistema, como o alerta para quando a bateria está a ficar fraca.
- As pré-visualizações da barra de tarefas foram atualizadas para refletir o novo design visual do Windows 11.
- O ícone oculto no canto inferior direito da barra de tarefas também foi redesenhado para combinar com os visuais do Windows 11.

## Multitarefa
- Layouts Snap: Os utilizadores podem agora passar o cursor sobre o botão maximizar de uma janela para ver os layouts snap disponíveis, e depois clicar numa zona para fixar a janela. Em seguida, serão orientados para fixar as janelas no resto das zonas dentro do layout usando um assistente de snap guiado. Há um conjunto de quatro layouts snap disponíveis em ecrãs menores.
- Grupos Snap: Os grupos Snap são uma forma de facilmente voltar a um conjunto de janelas fixadas, que são armazenadas nos ícones da barra de tarefas da aplicação agrupada.
- Ambientes virtuais: Os ambientes virtuais podem ser acedidos através da funcionalidade Vista de Tarefas na Barra de Tarefas. Os utilizadores podem reordenar e personalizar o fundo de cada um dos seus ambientes. Também podem passar o cursor sobre o botão Vista de Tarefas na Barra de Tarefas para aceder rapidamente aos seus ambientes ou criar um novo.
- "Ancoragem": Quando o utilizador desliga um portátil, as janelas no monitor serão minimizadas, e quando o portátil é novamente ligado a um monitor, o Windows colocará tudo onde estava antes.

## Entrada
- Teclado tátil: O Windows 11 introduz treze novos temas para personalizar o teclado tátil, incluindo 3 temas que combinam com as cores do teclado Surface. Também adiciona um novo motor de temas que permite ao utilizador criar um tema personalizado usando imagens de fundo. Além disso, o Windows 11 adiciona a capacidade de redimensionar o teclado tátil.
- Digitação por voz: O Windows 11 inclui um novo lançador de digitação por voz para começar facilmente a digitar por voz num campo selecionado. Está desativado por padrão, mas pode ser ativado nas Configurações e colocado em qualquer área do ecrã.
- Melhorias táteis: O Windows 11 também apresenta uma melhoria nas interações baseadas no toque. O modo tablet é removido;[11] em vez disso, o Windows irá adaptar-se automaticamente quando necessário. Novos gestos melhorados podem ser usados em tablets e ecrãs táteis.[12][13] As janelas das aplicações agora têm alvos táteis maiores e irão organizar-se automaticamente em vista dividida quando o ecrã é rodado. O Windows 11 parece estar otimizado para desktops e tablets sem combinar os dois como o Windows 8 e o Windows 10 fizeram.
- Menu da caneta: Para os utilizadores de caneta digital, foi adicionado um novo menu da caneta, que é acessível ao clicar no ícone da caneta na barra de tarefas. Por padrão, contém duas aplicações que podem ser personalizadas ao clicar no ícone da engrenagem e selecionar “Editar menu da caneta”. No flyout, os utilizadores podem adicionar até quatro das suas aplicações favoritas de desenho ou escrita ao menu da caneta para abri-las rapidamente quando usam uma caneta.
- Alternador de idioma e entrada: Um alternador que aparecerá ao lado do menu Configurações Rápidas permite ao utilizador alternar idiomas e layouts de teclado. Os utilizadores podem pressionar a combinação de teclas Windows + Barra de Espaço para alternar entre métodos de entrada.

## Melhorias na tela
- A taxa de atualização dinâmica aumenta automaticamente a taxa de atualização ao rolar com a roda do rato ou escrever à mão. Também pode diminuir a taxa de atualização, quando possível, para poupar energia.
- HDR automático.
- Controlo adaptativo do brilho do conteúdo (CABC)
- Suporte HDR para aplicações com gestão de cores.
- Certificação HDR.
- DirectStorage: Originalmente introduzido com a Xbox Series X e Series S, requer uma placa gráfica que suporte DirectX 12 Ultimate, e uma unidade de estado sólido NVMe.[2][14]

## Subsistema Windows para Android
O Windows 11 permite aos utilizadores instalar e executar aplicações Android nos seus dispositivos usando o novo Subsistema Windows para Android (WSA) e o Android Open Source Project (AOSP). Isto funciona com a Tecnologia Intel Bridge, um compilador pós execução que permite que aplicações escritas para outras arquiteturas sejam executadas em x86. Estas aplicações podem ser obtidas a partir da Microsoft Store através da Amazon Appstore, ou através de outras fontes.

## Software incluído
- Microsoft Store, que serve como uma loja unificada para aplicações e outros conteúdos, também foi redesenhada no Windows 11. A Microsoft agora permite que os desenvolvedores distribuam aplicações Windows API, aplicações web progressivas e outras tecnologias de empacotamento na Microsoft Store, juntamente com as aplicações padrão Universal Windows Platform.[22] A nova Microsoft Store também permitirá aos utilizadores instalar aplicações Android nos seus dispositivos através da Amazon Appstore. Esta funcionalidade requer uma conta Microsoft, uma conta Amazon e uma instalação única para o cliente Windows Amazon Appstore.[23][24][25][26]
- Microsoft Teams: Esta plataforma de colaboração está diretamente integrada no Windows 11. O Skype já não está incluído com o sistema operativo.[27][28][29] O Teams aparecerá como um ícone na barra de tarefas do Windows, permitindo aos utilizadores enviar mensagens e ligar para os seus contactos instantaneamente.[30]
- Definições: Esta aplicação foi redesenhada para ser visualmente agradável, fácil de usar e inclusiva no Windows 11. Tem uma navegação à esquerda que persiste entre as páginas, e adiciona "breadcrumbs" à medida que o utilizador navega mais profundamente nas configurações para ajudá-lo a saber onde está e não se perder. A aplicação Definições também inclui novas páginas, com novos controlos no topo que destacam informações chave e configurações frequentemente usadas para o utilizador ajustar conforme necessário. Estes novos controlos abrangem várias páginas de categoria como Sistema, Bluetooth & dispositivos, Personalização, Contas e Atualização do Windows. Também adiciona caixas expansíveis para páginas com muitas configurações.
- Ferramenta de Recorte: No Windows 11, tanto a Ferramenta de Recorte legada como as aplicações Snip & Sketch mais recentes foram substituídas por uma nova aplicação Ferramenta de Recorte com a funcionalidade combinada de ambas as aplicações. Inclui uma nova interface do utilizador semelhante à Ferramenta de Recorte legada com funcionalidades extra como o atalho de teclado Windows + Shift + S do Snip & Sketch e edição mais rica. O Windows 11 também introduz uma nova página de Configurações para a Ferramenta de Recorte. Além disso, a nova Ferramenta de Recorte adiciona suporte para modo escuro.
- Calculadora: Tal como a Ferramenta de Recorte, a Calculadora inclui uma nova configuração de tema da aplicação. A Calculadora foi completamente reescrita em C# e inclui várias novas funcionalidades.
- Correio e Calendário: Estas aplicações foram atualizadas com um novo estilo visual. Incluem cantos arredondados e outros ajustes para fazê-las parecer e sentir parte do Windows 11.
- Fotos: A aplicação Fotos foi atualizada com uma nova experiência de visualização, funcionalidades de edição, Design Fluente, controlos WinUI, cantos arredondados e mais. A aplicação Fotos, que será configurada como o visualizador de imagens padrão no Windows 11, permitirá aos utilizadores explorar coleções, álbuns e pastas. A funcionalidade Coleção permanece inalterada e mostrará as fotos e capturas de tela mais recentes, organizadas em ordem adequada por data. Os álbuns também são gerados automaticamente usando a tecnologia UI da Microsoft, mas os utilizadores podem sempre personalizar a experiência com os seus próprios álbuns. A aplicação Fotos também está recebendo um menu flutuante com novos controlos de edição e permitirá aos utilizadores comparar até 4 imagens ao mesmo tempo.
- Dicas: O Windows 11 introduz uma aplicação Dicas atualizada com um novo visual e atualizações adicionais da IU. Vem com mais de 100 novas dicas para começar com o Windows 11 ou aprender coisas novas.
- Paint : Uma das aplicações mais antigas do Windows, que permaneceu inalterada desde o Windows 7, recebeu uma interface do utilizador atualizada com cantos arredondados e o material Mica para o Windows 11. A mudança mais proeminente no Paint é uma nova barra de ferramentas simplificada, uma paleta de cores arredondada e um novo conjunto de menus" drop-down".
- O Bloco de Notas[31] e o Gravador de Voz[32] também apresentam interfaces atualizadas. Estas aplicações agora apresentam designs que aderem aos princípios do Design Fluente.
- As aplicações Microsoft Office foram redesenhadas para se alinharem com o Design Fluente.
- O Windows 11 também recebeu uma nova aplicação Media Player, que atuará como um substituto para a aplicação Groove Music do Windows 10.[33]
- Aplicação Xbox: Uma aplicação Xbox atualizada está incluída no Windows 11.[34] Funcionalidades como o Xbox Cloud Gaming e o Xbox Game Pass estão integradas diretamente na aplicação.[35]

## Segurança e desempenho do sistema
A Microsoft promoveu melhorias de desempenho como tamanhos de atualização menores, navegação web mais rápida em “qualquer navegador”, tempo de despertar mais rápido do modo de suspensão e autenticação Windows Hello mais rápida.
Como parte dos requisitos mínimos do sistema, o Windows 11 só suporta oficialmente dispositivos com um coprocessador de segurança Trusted Platform Module 2.0. Segundo a Microsoft, o TPM 2.0 é um “bloco de construção crítico” para a proteção contra ataques de firmware e hardware. Além disso, a Microsoft agora exige que os dispositivos com Windows 11 incluam Segurança Baseada em Virtualização (VBS), Integridade de Código Protegido por Hipervisor (HVCI) e Secure Boot integrados e ativados por padrão. O sistema operativo também apresenta proteção de pilha reforçada por hardware para processadores Intel e AMD suportados para proteção contra "exploits zero-day". As SKUs do Windows 11 Home requerem uma ligação à Internet e uma conta Microsoft para a primeira configuração.